# Turbulență

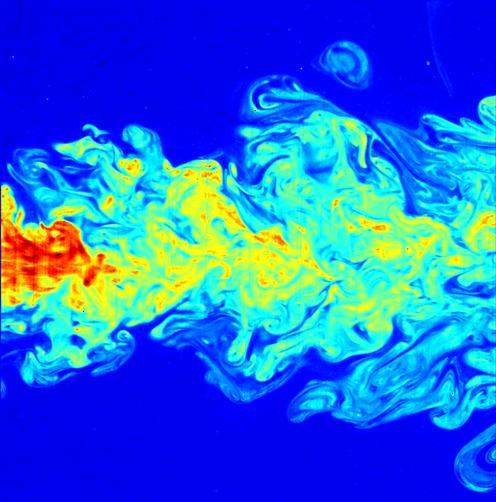
Vizualizare a unui jet turbulent prin fluorescență indusă cu laser. Jetul ilustrează gama largă a scărilor de lungime, o caracteristică importantă a curgerilor turbulente.

În mecanica fluidelor, turbulența, respectiv curgerea turbulentă este un regim de curgere caracterizat de fluctuații stocastice ale proprietăților. Acestea se referă la difuzia și transportul (convecția) momentului, variațiile rapide de presiune și viteză în spațiu și timp.
Laureatul premiului Nobel Richard Feynman afirmă despre turbulență că ar fi „cea mai importantă problemă nerezolvată a fizicii clasice”.
Asocierea turbulenței cu mișcarea fluidelor a fost făcută în 1883 de către Osborne Reynolds, om de știință britanic, unul din pionierii studiului curgerilor turbulente, care a denumit această mișcare ca „mișcare sinuoasă”. G. I. Taylor și Theodore von Kármán au formulat în 1937 următoarea definiție: „Turbulența este o mișcare neregulată, care apare în fluide (gazoase sau lichide) când curg peste suprafețe solide, sau chiar când curenți (straturi) alăturați ai aceluiași fluid curg unul peste altul.” Prezența neregularității este, deci, indispensabilă pentru definirea turbulenței. Existența ei face ca mișcarea să nu poată fi descrisă analitic printr-o funcție de timp și spațiu, dar poate fi descrisă pe baza legilor probabilităților.
Curgerea în care energia cinetică este disipată datorită frecărilor viscoase se numește curgere laminară. Deși nu există o teorie satisfăcătoare care să lege fenomenul de turbulență de numărul Reynolds, curgerile pentru care acest număr este mare decurg turbulent, iar cele la care este mic decurg laminar. Pentru curgeri în țevi, un număr Reynolds peste 4000 indică o curgere turbulentă, iar unul sub 2100 o curgere laminară. Domeniul care corespunde curgerilor cu număr Reynolds între 2100 și 4000 este considerat de tranziție.
În cazul în care proprietățile fluctuante statistic nu manifestă preferință pentru o anumită direcție de curgere, turbulența se consideră omogenă. Turbulența izotropă este caracterizată de invarianța valorilor medii ale componentelor vitezei și a derivatelor lor spațiale în raport cu grupul rotațiilor.